# 森晶麿
森 晶麿（もり あきまろ、1979年3月5日 -）は、日本の小説家・推理作家。「虚構家」を自称している。
静岡県浜松市出身、香川県高松市在住。早稲田大学第一文学部卒業、日本大学大学院芸術学研究科博士前期課程修了。
ライターとして漫画脚本などを手掛けながら小説の執筆活動を続ける。2011年、『奥ノ細道・オブ・ザ・デッド』で第3回日本タイトルだけ大賞を、『黒猫の遊歩あるいは美学講義』で第1回アガサ・クリスティー賞を受賞する。同作に収録されている短編「壁と模倣」の原型となった作品は2004年頃に、別の賞の最終選考に残ったことがある。
中学3年生の時、映画「ジュラシック・パーク」を観て映画監督を志す。その後、マイクル・クライトンの原作を読み、彼が映画監督もやっていることを知り、自分も「作家から映画監督になるか」と考えたのが小説家を志したきっかけとなった。好きなミステリ作家は、スタンリイ・エリン、ジャン・パトリック・マンシェット、デヴィッド・マーティンなど。

## 作品リスト

### 黒猫シリーズ
- 黒猫の遊歩あるいは美学講義（2011年10月 早川書房 / 2013年9月 ハヤカワ文庫JA）
- 黒猫の接吻あるいは最終講義（2012年5月 早川書房 / 2014年5月 ハヤカワ文庫JA）
- 黒猫の薔薇あるいは時間飛行（2012年12月 早川書房 / 2015年1月 ハヤカワ文庫JA）
- 黒猫の刹那あるいは卒論指導（2013年11月 ハヤカワ文庫JA）
- 黒猫の約束あるいは遡行未来（2014年9月 早川書房 / 2016年10月 ハヤカワ文庫JA）
- 黒猫の回帰あるいは千夜航路（2015年12月 早川書房 / 2017年9月 ハヤカワ文庫JA）
- 黒猫のいない夜のディストピア（2018年12月 早川書房 / 2021年5月 ハヤカワ文庫JA）
- 黒猫と歩む白日のラビリンス（2020年9月 ハヤカワ文庫JA）
- 黒猫と語らう四人のイリュージョニスト（2023年3月 早川書房）

### 花酔いロジックシリーズ
- 名無しの蝶は、まだ酔わない 戸山大学〈スイ研〉の謎と酔理（2013年12月 角川書店) 
  - 【改題】花酔いロジック 坂月蝶子の謎と酔理（2015年5月 角川文庫）
- 花酔いロジック 坂月蝶子の恋と酔察（2015年6月 KADOKAWA / 角川書店）

### 偽恋愛小説家シリーズ
- 偽恋愛小説家（2014年6月 朝日新聞出版 / 2016年7月 朝日文庫）
- 俗・偽恋愛小説家（2016年8月 朝日新聞出版）
- 偽恋愛小説家、最後の嘘（2021年10月 朝日新聞出版）

### 葬偽屋シリーズ
- 葬偽屋は弔わない 殺生歩武と5つのヴァニタス（2015年10月 河出書房新社 / 2018年4月 河出文庫）
- 葬偽屋に涙はいらない 高浜セレナと4つの煩悩（2018年4月 河出書房新社）

### 探偵はシリーズ
- 探偵は絵にならない（2020年2月 ハヤカワ文庫JA）
- 探偵は追憶を描かない（2021年5月 ハヤカワ文庫JA）

### その他
- 奥ノ細道・オブ・ザ・デッド（2011年8月 PHP研究所）
- 虚構日記（2012年6月 PHP研究所）
- 東京・オブ・ザ・キャット（2012年7月 PHP研究所）
- ホテル・モーリス（2013年8月 講談社）
  - 【改題】ホテルモーリスの危険なおもてなし（2016年5月 講談社文庫）
- COVERED M博士の島（2014年4月 講談社）
  - 【改題】M博士の比類なき実験（2017年4月 講談社文庫）
- かぜまち美術館の謎便り（2014年11月 新潮社 / 2017年6月 新潮文庫nex）
- 恋路ヶ島サービスエリアとその夜の獣たち（2015年1月 講談社 / 2016年11月 講談社文庫）
- 四季彩のサロメまたは背徳の省察（2015年4月 早川書房）
- そして、何も残らない（2015年9月 幻冬舎）
- アドカレ！ 戸山大学広告代理店の挑戦（2016年1月 富士見L文庫）
- ピロウボーイとうずくまる女のいる風景（2016年2月 講談社）
- 怪物率（2016年4月 光文社）
- 人魚姫の椅子（2016年12月 早川書房）
- 僕が恋したカフカな彼女（2017年1月 富士見L文庫）
- 探偵はBARにいる3（2017年11月 ハヤカワ文庫JA） - ノヴェライズ：森晶麿、原作：東直己、脚本：古沢良太
- 心中探偵 蜜約または闇夜の解釈（2017年11月 幻冬舎文庫）
- さよなら、わるい夢たち（2018年2月、朝日新聞出版）
- 文豪Aの時代錯誤な推理（2018年5月 富士見L文庫）
- 火刑列島（2018年6月 光文社）
- 放課後のジュラシック 赤い爪の秘密（2018年10月 PHPジュニアノベル）
- 毒よりもなお（2019年3月 KADOKAWA）
- ホームレス・ホームズの優雅な0円推理（2019年6月 富士見L文庫）
- キキ・ホリック（2019年7月 KADOKAWA）
- 歌舞伎町シャーロック 囚人モリアーティ 解放のXデー（2020年4月 角川文庫） - 原作：歌舞伎町シャーロック製作委員会
- 沙漠と青のアルゴリズム（2020年11月 講談社）
- 前夜（2021年3月 光文社）
- 使徒の聖域（2021年9月 角川文庫）
- 探偵と家族（2022年8月 早川書房）
- 超短編！ ラブストーリー大どんでん返し（2022年11月 小学館文庫）
- チーズ屋マージュのとろける推理（2023年3月 新潮文庫nex）
- 切断島の殺戮理論（2024年3月 星海社FICTIONS）

### アンソロジー
「」内が森晶麿の作品
- 名探偵だって恋をする（2013年9月 角川文庫）「花酔いロジック」
- ザ・ベストミステリーズ 2014 推理小説年鑑（2014年5月 講談社）「人魚姫の泡沫」

### 雑誌掲載作品
- 「さよなら、わるい夢たち」 - 『小説トリッパー』2017年冬季号（2017年12月号）掲載、朝日新聞出版にて書籍化